# 前置胎盤
前置胎盤（ぜんちたいばん）とは哺乳類の胎盤が何らかの原因で出産に悪影響のある位置に定着するハイリスク妊娠のひとつ。
子宮口を一部（部分前置胎盤、辺縁前置胎盤）または全部（全前置胎盤）塞いだ状態にあるため、妊娠中期から後期にかけて出血を伴う場合がある。
また、前置胎盤時の経膣出産は母子の生命の危険が高いため帝王切開による出産が用いられる。

## 前置胎盤の特徴
- 初回出血は突発的で少量である（警告出血）。
- 無痛性子宮出血を繰り返す。
- 痛みは常位胎盤早期剥離を疑う所見である。
- 胎位異常を伴うことが多い。
- 高齢妊娠、多産婦、多胎、帝王切開の既往、子宮内操作後などに多い。
- 妊娠20週までは診断不可能である。
- 内診は禁忌である。
- 妊娠28 - 30週以降は診断されたら出血がなくても入院管理とし、子宮収縮抑制薬を投与する。
- 胎児が成熟したら帝王切開とする。